# Журкина, Надежда Александровна
Надежда Александровна Журкина (Киёк) (28 августа 1920, г. Туринск — 24 апреля 2002, Москва) — воздушный стрелок-радист 99-го отдельного гвардейского разведывательного авиационного полка 15-й воздушной армии 2-го Прибалтийского фронта, одна из четырёх женщин — полных кавалеров ордена Славы.

## Биография
Родилась 28 августа 1920 года в городе Туринске Тюменской губернии в семье рабочего. Училась в Московском юридическом институте, окончила Московский аэроклуб.
В Красной Армии с 1942 года. Окончила курсы радисток. В действующей армии с июня 1942 года.
В должности воздушного стрелка-радиста принимала участие в Курской битве 1943 года. Член ВКП(б)/КПСС с 1944 года.
Воздушный стрелок-радист 99-го отдельного гвардейского разведывательного авиационного полка (15-я воздушная армия, 2-й Прибалтийский фронт) гвардии младший сержант Н. А. Журкина за период с 4 марта по 2 апреля 1944 года в составе экипажа совершила в районе населённых пунктов Псковской области: Пушкинские Горы, Опочка, Идрица 23 боевых вылета на разведку войск противника и фотографирование вражеских военных объектов. Разведывательные данные передавала по радио с борта самолёта. Отбила девять атак истребителей противника.
За мужество и отвагу, проявленные в боях, 30 апреля 1944 года гвардии младший сержант Н. А. Журкина награждена орденом Славы 3-й степени (№ 15967).
Гвардии сержант Н. А. Журкина с 16 сентября по октябрь 1944 года участвовала в 15 боевых вылетах на разведку и бомбардировку войск противника в районе города Рига, Тукумс, Клапкалнс (Латвия). С борта самолёта она передала 93 радиограммы о противнике. Отбила несколько атак вражеских истребителей.
За мужество и отвагу, проявленные в боях, 15 ноября 1944 года гвардии сержант Н. А. Журкина награждена орденом Славы 2-й степени (№ 978).
18 ноября 1944 года в экипаж майора Берестова, в составе которого стрелком-радистом была Журкина, получил задание сфотографировать передний край обороны противника в районе латвийского города Кулдига. Задание пришлось выполнять в сложных метеорологических условиях, с крайне малой высоты — 500 метров, под шквальным огнём немецких войск. Во время возвращения на свой аэродром самолёт Берестова был атакован четырьмя истребителями Fw 190. В завязавшемся воздушном бою стрелок-радист Надежда Журкина сбила один самолёт и серьёзно повредила второй — он был вынужден ретироваться.
Гвардии старшина Н. А. Журкина к январю 1945 года совершила 52 успешных боевых вылета.
Всего за годы войны Н. А. Журкина совершила 87 успешных боевых вылетов, участвовала в 30 воздушных боях с истребителями противника и успешно отражала их атаки.
В августе 1945 года гвардии старшина Н. А. Журкина демобилизована.
Указом Президиума Верховного Совета СССР от 23 февраля 1948 года за образцовое выполнение заданий командования в боях с немецко-фашистскими захватчиками гвардии старшина Н. А. Журкина награждена орденом Славы 1-й степени (№ 1818), став полным кавалером ордена Славы.
До распада Советского Союза работала начальником отдела кадров швейного объединения «Ригас апгербс» (Латвия). Вела активную общественную деятельность по патриотическому воспитанию молодёжи, являясь участником движения «Ветераны войн — за мир».
В связи с изменением политической обстановки в Латвии Журкина выехала в Россию. Ей удалось вывезти из Риги только фотоальбомы, книги, записную книжку с адресами боевых друзей и боевые награды:

«Я вынуждена была бросить квартиру, всё. Поэтому, конечно, не от хорошей жизни мы сейчас живём в пансионате. Обидно и горько, потому что мы-то воевали за свою Родину»

С середины 1990-х годов жила в Москве — в пансионате ветеранов № 17. Скончалась 24 апреля 2002 года. Похоронена на Николо-Архангельском кладбище в Москве.

## Награды и звания
- орден Отечественной войны 1-й степени (11.03.1985)
- орден Дружбы народов (01.10.1993)
- орден Красной Звезды (1945)
- орден «Знак Почёта»
- ордена Славы 1-й степени (23.02.1948)
- ордена Славы 2-й степени (15.11.1944)
- ордена Славы 3-й степени (30.04.1944)
- медаль «За отвагу» (1943)
- другие медали
- «Почётный гражданин города Туринска»